# Rijeka bez imena
Rijeka bez imena (Flod utan namn) är en ballad framförd av den bosniska sångerskan Marija Šestić. Låten var Bosnien-Hercegovinas bidrag i Eurovision Song Contest 2007. Låten framförs på bosniska. Bidraget hade startnummer 1 i finalen 12 maj och nådde efter telefonomröstningen elfteplats med 106 poäng. Dess högsta poäng, 10 poäng, fick den från Kroatien respektive Turkiet.